# Dirixka
Dirixka (Kavková) je zaniklá usedlost v Praze 3-Žižkově. Stála v Seifertově ulici v místech náměstí Winstona Churchilla a Domu odborových svazů.

## Historie
Usedlost bývala nazývána též Dyryrka nebo Dyryrová a údajně byla spojena s usedlostí Kavková. Stála při silnici do Olšan naproti Šubrtce. Na Huberově plánu Prahy z roku 1769 je v místě, kde stála, zakresleno pobořené stavení, obnovena byla před rokem 1842. Její pozemky na východ od hlavní budovy sahaly až k rozcestí olšanské silnice (Seifertova) a cesty vedoucí k Rajské zahradě (U Rajské zahrady).
Na východní straně sousedila s Boudečkou, se kterou ji na konci 19. století spojil stejný osud – na pozemcích těchto dvou usedlostí byla roku 1866 postavena obecní plynárna. V té době pravděpodobně usedlost zanikla.